# Næb og kløer
Næb og kløer er en roman fra 2005 skrevet af Henning Mortensen.
Romanen handler om René Munkholm, der bliver dolket bagfra i en skov nær sit hjem ved Horsens Fjord uden at det lykkes ham at se skyggen af sin fjende.
Bente Møller fra Odder Politi bliver sat på sagen og fører os ind i den mystiske historie om de mere eller mindre gale mennesker i det lille lokalsamfund.
Her er kunstnere og krumbøjede skæbner, der har fået Bibelen galt i halsen. En konditor, hvis kageopskrift er både livfuld og chokerende. Spåmænd, hjemmefilosoffer og to unge mennesker, der har gode grunde til at finde skjulesteder. Buddhister, tiltrækkende kvinder og en advokat, som har svært ved at tabe sig.